# Торетам
Торета́м (каз. Төретам) — село у складі Кармакшинського району Кизилординської області Казахстану. Адміністративний центр та єдиний населений пункт Торетамського сільського округу.
У радянські часи село називалось Тюратам або Торатам та мало статус смт, до 2008 року мало статус селища.
Населення — 11004 особи (2021; 9548 у 2009, 5976 у 1999).
Розташоване поруч із Байкониром і є фактично його північним передмістям. Залізнична станція на лінії Оренбург—Ташкент. Село було засноване 1906 року. Значного розвитку набуло з 1955 року, при будівництві космодрому та міста Байконир, від якого відділене залізобетонним муром, сполучення відбувається лише через два контрольно-пропускні пункти. За 7 км на південний захід розташований аеропорт «Крайній». У селі дві загальноосвітні школи та мечеть, зведена наприкінці 1990-их років.
Село отримало свою назву на честь шейха Торе-баба, далекого нащадка Чингісхана, могила якого міститься на старому кладовищі. Наразі на пагорбі поруч із кладовищем зведена телевізійна вежа. Історія про могилу, що опинилася за колючим дротом обігрується у повісті Чингіза Айтматова — «Буранний полустанок».